# Miguel V
Miguel V Calafates (1015 - 24 de agosto de 1042) (en griego Μιχαήλ Καλαφάτης, que significa "el calafateador"), fue el sobrino y sucesor como emperador bizantino de Miguel IV e hijo adoptivo de su esposa Zoe. Su sobrenombre indica el oficio original de su padre.
Debió su ascenso al trono el 10 de diciembre de 1041 a su tío Juan el Eunuco, al que casi inmediatamente recluyó en un monasterio. En la noche del 18 al 19 de abril de 1042 también hizo deportar a Zoe, su madre adoptiva, con la que compartía el poder, convirtiéndose en el único emperador. El anuncio de tal hecho en la mañana del día 19 dio lugar a una revuelta popular. Fue destronado tras un corto reinado de cuatro meses, cegado por el varego Norðbrikt (futuro Harald III de Noruega) que aprovechó el caos para saquear, y finalmente recluido en un monasterio. Murió el 24 de agosto de 1042. Su impopularidad parece haber sido debida en gran parte a sus reformas administrativas, que sufrieron la fuerte oposición de las clases dominantes, mientras que las clases bajas le consideraban un usurpador.Teodora Porfirogéneta